# X2 (protocolo)
X2 fue un protocolo para módems de 56 kbps desarrollado por U.S. Robotics, que compitió en una guerra de formatos con el protocolo común de K56flex de Lucent y de Rockwell hasta la adopción del estándar V.90
El protocolo usaba V.34+ para la subida de datos a 33.6 kbit/s y modulación por impulsos codificados (PCM) para la bajada de datos a 56 kbit/s.
X2 se creó a propósito para tener una baja velocidad final, pese a todo el funcionamiento global era más rápido que K56flex. Las incompatibilidades experimentadas entre las variantes de chipsets de Lucent y de Rockwell en K56flex también fueron evitadas pues había solamente un estándar X2.
- Datos: Q2532408